# 達爾科·布拉沙納茨
達爾科·布拉沙納茨（1992年2月12日—）是一位塞爾維亞足球運動員，在場上的位置是中場。現效力於西班牙足球乙级联赛球隊雷加利斯。他也代表塞爾維亞國家足球隊參賽。

## 外部連結
- 達爾科·布拉沙納茨在BDFutbol中的档案
- Soccerway資料庫：達爾科·布拉沙納茨
- 達爾科·布拉沙納茨在FootballDatabase.eu中的档案
- 達爾科·布拉沙納茨 個人資料 於reprezentacija.rs
- 達爾科·布拉沙納茨－UEFA國際賽競賽紀錄